# Romãs
Romãs era una freguesia portuguesa del municipio de Sátão, distrito de Viseo.

## Historia
Hasta 1934 Romãs comprendía el territorio de la freguesia de Vila Longa, segregada ese año.
Fue suprimida el 28 de enero de 2013, en aplicación de una resolución de la Asamblea de la República portuguesa promulgada el 16 de enero de 2013 al unirse con las freguesias de Decermilo y Vila Longa, formando la nueva freguesia de Romãs, Decermilo e Vila Longa.